# Noccaea nepalensis
Noccaea nepalensis är en korsblommig växtart som beskrevs av Al-shehbaz. Noccaea nepalensis ingår i släktet backskärvfrön, och familjen korsblommiga växter. Inga underarter finns listade i Catalogue of Life.